# Record du monde de natation dames du 800 mètres nage libre
Progression du record du monde de natation sportive dames pour l'épreuve du 800 mètres nage libre en bassin de 50 et 25 mètres.

## Bassin de 50 mètres
| Temps             | Athlète            | Naissance | Âge | Nationalité        | Compétition                       | Lieu            | Date              |
| ----------------- | ------------------ | --------- | --- | ------------------ | --------------------------------- | --------------- | ----------------- |
| 13 min 19 s 0 (y) | Gertrude Ederle    | 1906      | 13  | États-Unis         |                                   | Indianapolis    | 17 août 1919      |
| 12 min 58 s 2 (y) | Ethel McGary       |           |     | États-Unis         |                                   | Détroit         | 6 août 1925       |
| 12 min 56 s 0 (y) | Ethel McGary       |           |     | États-Unis         |                                   | Indianapolis    | 15 août 1925      |
| 12 min 47 s 2 (y) | Martha Norelius    | 1910      | 16  | États-Unis         |                                   | Philadelphie    | 7 août 1926       |
| 12 min 17 s 8     | Martha Norelius    | 1910      | 16  | États-Unis         |                                   | Massapequa      | 31 juillet 1927   |
| 12 min 03 s 8     | Josephine McKim    |           |     | États-Unis         |                                   | Honolulu        | 10 août 1929      |
| 11 min 41 s 2 (y) | Helene Madison     | 1913      | 17  | États-Unis         |                                   | Long Beach      | 6 juillet 1930    |
| 11 min 34 s 4 (y) | Laura Knight       |           |     | États-Unis         |                                   | Manhattan Beach | 21 juillet 1935   |
| 11 min 11 s 7     | Ragnhild Hveger    |           |     | Danemark           |                                   | Copenhague      | 3 juillet 1936    |
| 10 min 52 s 5     | Ragnhild Hveger    |           |     | Danemark           |                                   | Copenhague      | 13 août 1941      |
| 10 min 42 s 4     | Valeria Gyenge     |           |     | Hongrie            |                                   | Budapest        | 28 juin 1953      |
| 10 min 30 s 9     | Lorraine Crapp     | 1938      | 18  | Australie          |                                   | Sydney          | 14 janvier 1956   |
| 10 min 27 s 3     | Mary Kok           |           |     | Pays-Bas           |                                   | Durban          | 16 février 1957   |
| 10 min 17 s 7 (y) | Ilsa Konrads       | 1944      | 14  | Australie          |                                   | Sydney          | 9 janvier 1958    |
| 10 min 16 s 2 (y) | Ilsa Konrads       | 1944      | 14  | Australie          |                                   | Melbourne       | 20 février 1958   |
| 10 min 11 s 8 (y) | Ilsa Konrads       | 1944      | 14  | Australie          |                                   | Townsville      | 13 juin 1958      |
| 10 min 11 s 4 (y) | Ilsa Konrads       | 1944      | 15  | Australie          |                                   | Hobart          | 19 février 1959   |
| 9 min 55 s 6      | Jane Cederqvist    |           |     | Suède              |                                   | Uppsala         | 17 août 1960      |
| 9 min 51 s 6      | Carolyn House      |           |     | États-Unis         |                                   | Los Altos       | 26 août 1962      |
| 9 min 47 s 3      | Patty Caretto      |           |     | États-Unis         |                                   | Los Altos       | 30 juillet 1964   |
| 9 min 36 s 9      | Sharon Finneran    |           |     | États-Unis         |                                   | Los Angeles     | 28 septembre 1964 |
| 9 min 35 s 8      | Debbie Meyer       | 1952      | 15  | États-Unis         |                                   | Santa Clara     | 9 juillet 1967    |
| 9 min 22 s 9      | Debbie Meyer       | 1952      | 15  | États-Unis         |                                   | Winnipeg        | 29 juillet 1967   |
| 9 min 19 s 0      | Debbie Meyer       | 1952      | 16  | États-Unis         |                                   | Los Angeles     | 21 juillet 1968   |
| 9 min 17 s 8      | Debbie Meyer       | 1952      | 16  | États-Unis         |                                   | Lincoln         | 4 août 1968       |
| 9 min 10 s 4      | Debbie Meyer       | 1952      | 16  | États-Unis         |                                   | Los Angeles     | 28 août 1968      |
| 9 min 09 s 1      | Karen Moras        | 1954      | 16  | Australie          |                                   | Sydney          | 1er mars 1970     |
| 9 min 02 s 4      | Karen Moras        | 1954      | 16  | Australie          |                                   | Édimbourg       | 18 juillet 1970   |
| 8 min 59 s 4      | Ann Simmons        |           |     | États-Unis         |                                   | Minsk           | 10 septembre 1971 |
| 8 min 58 s 1      | Shane Gould        | 1956      | 15  | Australie          |                                   | Sydney          | 3 décembre 1971   |
| 8 min 53 s 83     | Jo Ann Harsbarger  |           |     | États-Unis         |                                   | Chicago         | 6 août 1972       |
| 8 min 53 s 68     | Keena Rothhammer   | 1957      | 15  | États-Unis         | Jeux Olympiques                   | Munich          | 3 septembre 1972  |
| 8 min 52 s 97     | Novella Calligaris | 1954      | 19  | Italie             | Championnats du monde             | Belgrade        | 9 septembre 1973  |
| 8 min 50 s 1      | Jenny Turrall      |           |     | Australie          |                                   | Sydney          | 5 janvier 1974    |
| 8 min 47 s 5      | Jo Ann Harsbarger  |           |     | États-Unis         |                                   | Concord         | 25 août 1974      |
| 8 min 43 s 48     | Jenny Turrall      |           |     | Australie          |                                   | Londres         | 31 mars 1975      |
| 8 min 40 s 68     | Petra Thümer       |           |     | Allemagne de l'Est |                                   | Berlin          | 4 juin 1976       |
| 8 min 39 s 63     | Shirley Babashoff  |           |     | États-Unis         |                                   | Long Beach      | 21 juin 1976      |
| 8 min 37 s 14     | Petra Thümer       |           |     | Allemagne de l'Est | Jeux Olympiques                   | Montréal        | 25 juillet 1976   |
| 8 min 35 s 04     | Petra Thümer       |           |     | Allemagne de l'Est | Championnats d'Allemagne de l'Est | Leipzig         | 9 juillet 1977    |
| 8 min 34 s 86     | Michelle Ford      |           |     | Australie          |                                   | Brisbane        | 6 janvier 1978    |
| 8 min 31 s 30     | Michelle Ford      |           |     | Australie          |                                   | Sydney          | 21 janvier 1978   |
| 8 min 30 s 53     | Tracey Wickam      | 1962      | 16  | Australie          |                                   | Brisbane        | 21 février 1978   |
| 8 min 24 s 62     | Tracey Wickam      | 1962      | 16  | Australie          | Jeux du Commonwealth              | Edmonton        | 5 août 1978       |
| 8 min 22 s 44     | Janet Evans        | 1971      | 16  | États-Unis         | Championnats USA                  | Clovis          | 27 juillet 1987   |
| 8 min 19 s 53     | Anke Möhring       | 1969      | 18  | Allemagne de l'Est | Championnats d'Europe             | Strasbourg      | 19 août 1987      |
| 8 min 17 s 12     | Janet Evans        | 1971      | 17  | États-Unis         | Championnats USA                  | Orlando         | 22 mars 1988      |
| 8 min 16 s 22     | Janet Evans        | 1971      | 18  | États-Unis         | Championnats pan-pacifiques       | Tokyo           | 20 août 1989      |
| 8 min 14 s 10     | Rebecca Adlington  | 1989      | 19  | Royaume-Uni        | Jeux olympiques (f)               | Pékin           | 16 août 2008      |
| 8 min 13 s 86     | Katie Ledecky      | 1997      | 16  | États-Unis         | Championnats du monde (f)         | Barcelone       | 3 août 2013       |
| 8 min 11 s 00     | Katie Ledecky      | 1997      | 17  | États-Unis         |                                   | Conroe          | 22 juin 2014      |
| 8 min 07 s 39     | Katie Ledecky      | 1997      | 18  | États-Unis         | Championnats du monde (f)         | Kazan           | 8 août 2015       |
| 8 min 06 s 68     | Katie Ledecky      | 1997      | 18  | États-Unis         | Meeting Arena                     | Austin          | 18 janvier 2016   |
| 8 min 04 s 79     | Katie Ledecky      | 1997      | 19  | États-Unis         | Jeux olympiques (f)               | Rio de Janeiro  | 12 août 2016      |
| 8 min 04 s 12     | Katie Ledecky      | 1997      | 28  | États-Unis         | TYR Pro Swim Series (f)           | Fort Lauderdale | 3 mai 2025        |

## Bassin de 25 mètres
| Temps         | Athlète         | Naissance | Âge | Nationalité        | Compétition                        | Lieu            | Date             |
| ------------- | --------------- | --------- | --- | ------------------ | ---------------------------------- | --------------- | ---------------- |
| 8 min 15 s 34 | Astrid Strauss  | 1968      | 19  | Allemagne de l'Est |                                    | Bonn            | 6 février 1987   |
| 8 min 15 s 15 | Hua Chen        | 1982      | 19  | Chine              |                                    |                 | 2 décembre 2001  |
| 8 min 14 s 35 | Sachiko Yamada  | 1982      | 20  | Japon              | Championnats du Japon              | Tokyo           | 2 avril 2002     |
| 8 min 13 s 35 | Sachiko Yamada  | 1982      | 22  | Japon              |                                    | Nishinomiya-shi | 24 janvier 2004  |
| 8 min 11 s 25 | Laure Manaudou  | 1986      | 19  | France             | Championnats d'Europe              | Trieste         | 9 décembre 2005  |
| 8 min 9 s 68  | Kate Ziegler    | 1988      | 19  | États-Unis         | Alex Athletics Jubilaums Challenge | Essen           | 12 octobre 2007  |
| 8 min 8 s 00  | Kate Ziegler    | 1988      | 19  | États-Unis         | Alex Athletics Jubilaums Challenge | Essen           | 14 octobre 2007  |
| 8 min 4 s 53  | Alessia Filippi | 1987      | 21  | Italie             | Championnats d'Europe (f)          | Rijeka          | 12 décembre 2008 |
| 8 min 1 s 06  | Camille Muffat  | 1989      | 23  | France             | Championnats de France             | Angers          | 16 novembre 2012 |
| 7 min 59 s 34 | Mireia Belmonte | 1990      | 22  | Espagne            | Coupe du monde (f)                 | Berlin          | 10 août 2013     |
| 7 min 57 s 42 | Katie Ledecky   | 1997      | 25  | États-Unis         | Coupe du monde (f)                 | Indianapolis    | 5 novembre 2022  |

## 1 000 yards nage libre
| Temps         | Athlète    | Naissance | Âge | Nationalité                         | Compétition | Lieu      | Date            |
| ------------- | ---------- | --------- | --- | ----------------------------------- | ----------- | --------- | --------------- |
| 9 min 10 s 77 | Katie Hoff | 1989      | 18  | États-Unis North Baltimore Aquatics |             | Annapolis | 7 décembre 2007 |